# Меншун Валентина Іванівна
Валенти́на Іва́нівна Меншу́н (25 червня 1939 , Шостка, Сумська область  — 15 червня 2021 , Київ ) - журналістка, редакторка. Заслужена журналістка України. Дружина письменника Владислава Бойка.

## Життєпис
Меншун Валентина Іванівна народилась 25 червня 1939 р. в місті Шостка Сумської області в робітничій родині. Навчалася у середній школі в м. Шостка.
Закінчила факультет журналістики Львівського університету ім. І.Франка (1964) та відділ журналістики Вищої партійної школи в Україні (1969).
Працювала в Шосткинській та Конотопській міськрайонних газетах, власною кореспонденткою газети «Молодь України» по Сумській області. З вересня 1986 року до 2021 року — головна редакторка журналу «Трибуна».
Має доньку Оксану та 3 онуків

## Творча діяльність
Авторка численних статей, нарисів, новел та інших публікацій.

## Громадська діяльність
1961 — член Спілки журналістів України.
Президент-координатор клубу «Інтелект України», президент Інституту незалежних експертів.
Член президії Української ради миру.
Одна із засновників Асоціації демократичної преси, Академії оригінальних ідей та інших громадських об'єднань.
Член Правління Товариства «Знання» України.

## Нагороди і відзнаки
1993 — Заслужений журналіст України
2003 — присвоєно звання «Посол миру» міжрелігійною та міжнародною федерацією «За мир в усьому світі».
2009 — орден «За заслуги» 3 ступеня